# Dalkarlssjön (Salems socken, Södermanland)

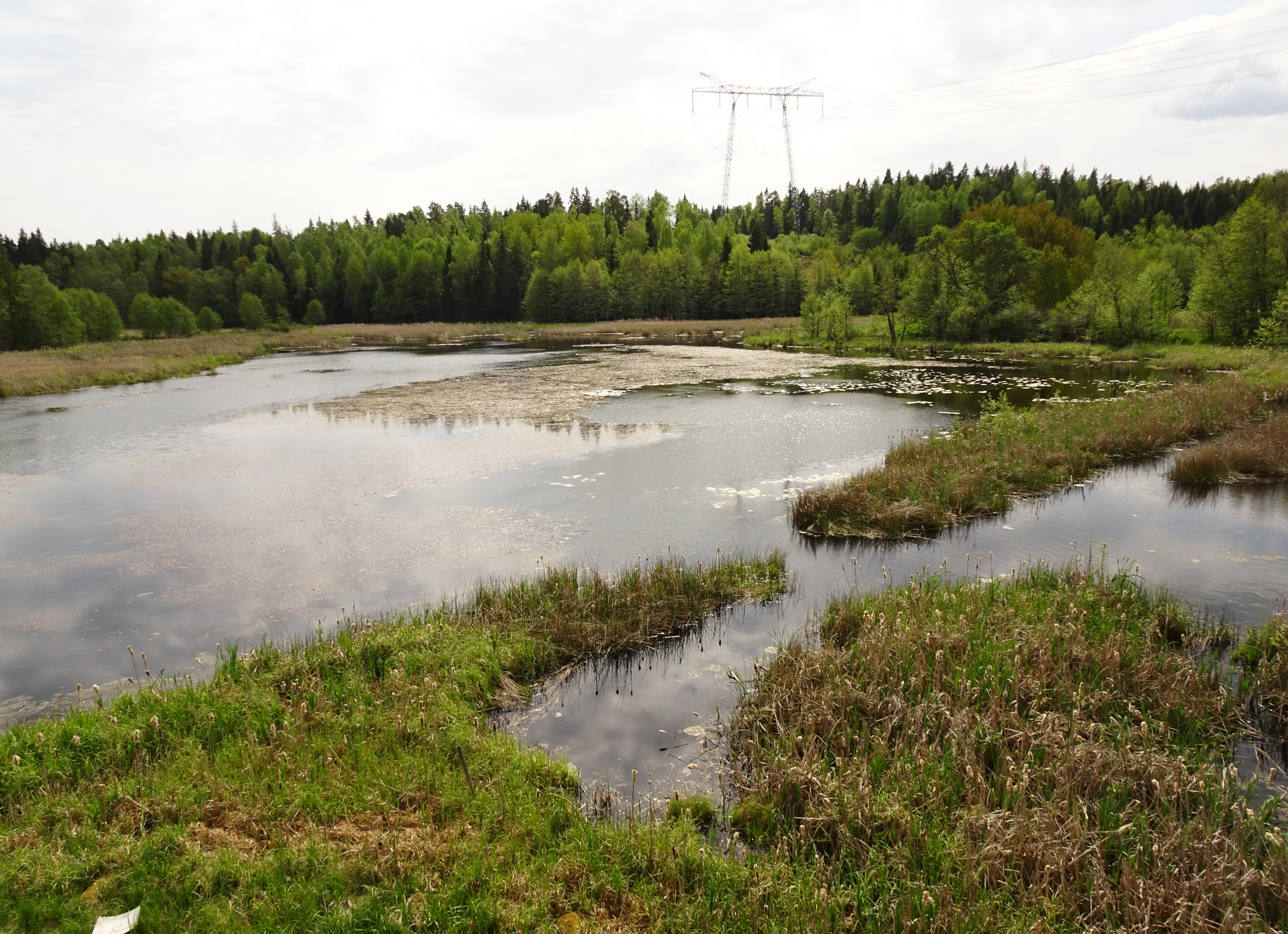
Dalkarlssjön, 2016.

Dalkarlssjön är en sjö i Salems kommun i Södermanland. Sjön ligger tillsammans med Acksjön inom Vällinges militära skyddsområde ditt allmänheten har tillträde under vissa tider. Området ingår i Bornsjöns naturreservat.
Sjön är konstgjord och anlagd på 1960-talet på gammal jordbruksmark i ett område som kallas Dalkarlsäng. Dalkarlssjön och Dalkarlsäng har sina namn efter det numera försvunna  Dalkarlstorp (eller Daltorp) som låg under godset Vällinge. Sjön är mycket grund och delvis igenväxt, vilket gör den till en fågelsjö. Vid sjöns nordöstra sida finns ett fågeltorn, uppsatt av Stockholm Vatten, som äger marken. Sjön avvattnas direkt till Bornsjön genom ett litet dike.